# Проміжне реле

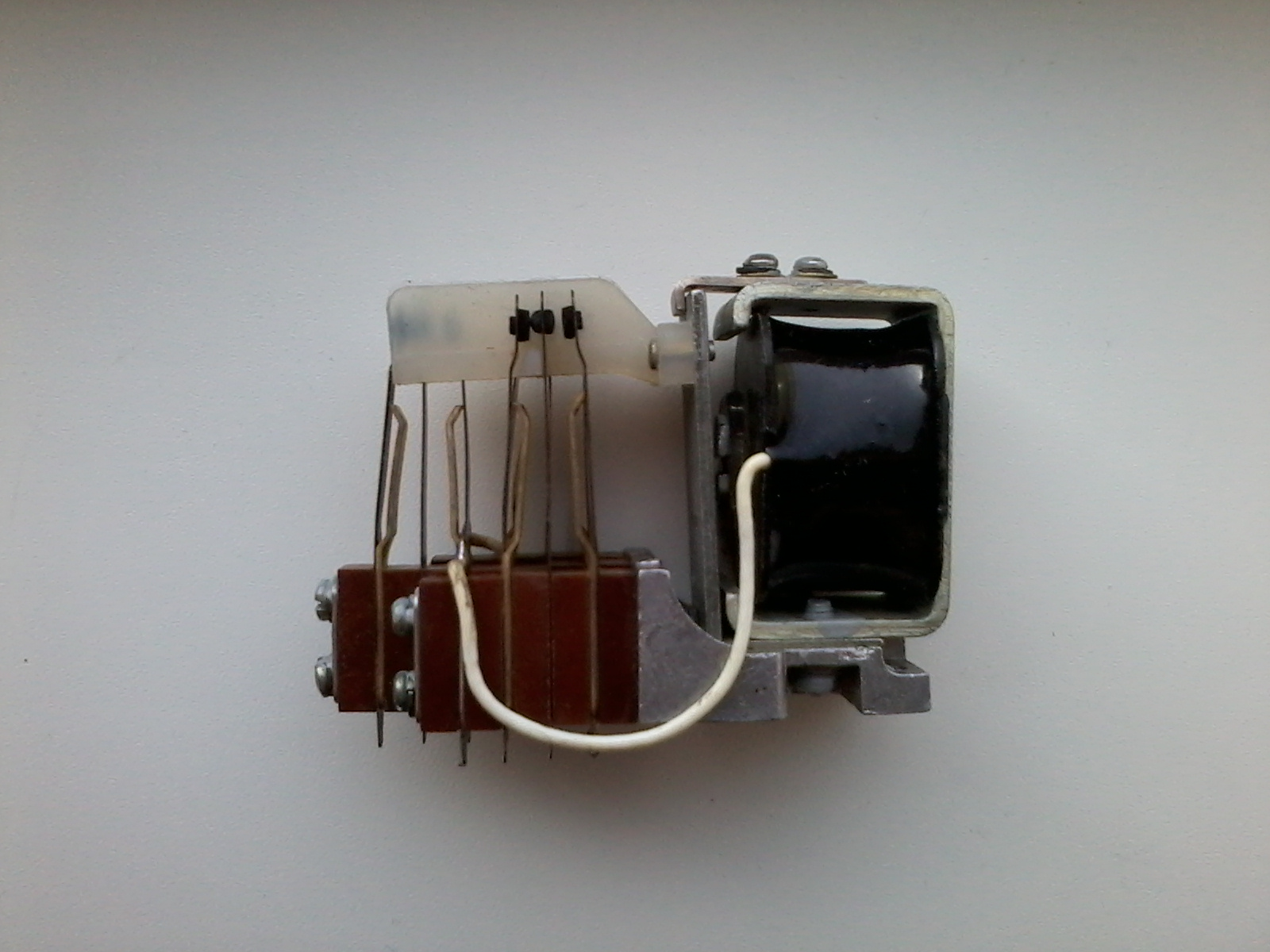
Проміжне реле РПУ-2 на напругу 110 вольт

Проміжне реле, це реле електромагнітної системи, яке здатне працювати як на постійному так і на змінному струмі і зазвичай, має велику кількість нормально (тобто коли котушку знеструмлено) замкнених та нормально розімкнених електромеханічних контактів.  

## Загальне
Проміжні реле застосовуються для розмноження числа електричних контактів основного реле у тих випадках, коли під час його спрацьовування, виникає потреба одночасного замкнення та розімкнення декількох електричних кіл, а також задля збільшення вимикальної здатності основного реле (наприклад термостата), оскільки його контакти, часто не розраховано на перемикання (комутацію) великих струмів.

## Будова проміжного електромагнітного реле

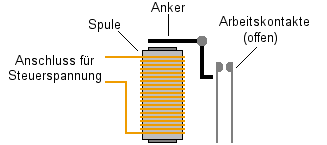
Нім. Anker — якір, Spule — котушка.

Основні частини електромагнітного реле: контактна система, магнітопровід (ярмо, осердя, якір) і котушка. Існують реле з різним улаштуванням, але найбільш поширені серед них, реле з поворотним якорем. Реле з поворотним якорем складається із контактних пружин з електричними контактами, якоря, латунного штифта, який призначений для полегшення відриву якоря від осердя у разі вимкнення керувального сигналу, каркаса з обвиткою, осердя та ярма. Під час протікання електричного струму обвиткою котушки, виникає магнітне поле. Магнітний потік замикається крізь ярмо, якір, повітряний зазор між якорем та осердям. Осердя й якір намагнічуються, через що виникає електромагнітна сила, завдяки якій, якір притягується до нерухомого осердя та кінець якоря стискає контактні пружини й замикає розімкнені (розмикає замкнені) контакти. У разі відімкнення котушки реле від мережі, зникає сила, що притягує якір до осердя, і під дією контактних пружин якір повертається у вихідне положення. Проміжне реле може мати різне число контактів, зокрема й перемикальних. Деякі з них розімкнено за відсутності струму в обвитці котушки та замикаються під час спрацювання реле. Інші контакти, замкнено у разі відсутності струму та розмикаються коли реле спрацьовує. На принципових електричних схемах, положення контактів реле показують для знеструмленого стану його котушки. Зазвичай, проміжні реле мають низький коефіцієнт повернення (близько 0,1-0,4). Проміжні реле можуть мати вбудований механічний покажчик спрацювання (прапорець) з ручним поверненням у вихідне положення.
Сучасні проміжні реле, мають високу електричну та механічну витривалість — кількість спрацювань "увімкнено-вимкнено", може досягати одного мільйона разів.

## Дивіться також
- Реле часу
- Імпульсне реле
- Контактор
- Релейний захист
- Реле
- Реле-регулятор
- Реле витоку